# Јужна Канбера
Јужна Канбера, познатији као и Унутрашњи југ је део Канбере, главног града Аустралије. Обухвата 15 предграђа у којима живи око 24.000 становникао од 311.518 колико их је живело у Аустралијској Престоничкој Територији попису из 2001.
Јужна Канбера налази се северно од центра града и од Северне Канбере раздваја је само Берли Грифин језеро.
Један је од старијих делова Канбере изграђеном планском градњом Волтера Берлија Грифина.

## Предграђа
| Предграђе   | Популација (2001)                                | Површина (km²) | Густина насељености (/km²) | Датум првог проглашења за предграђе градску четвр | Gazetted as a Division Name | Просечна имовинска вредност 2005_ Архивирано на веб-сајту (27. септембар 2007) |
| ----------- | ------------------------------------------------ | -------------- | -------------------------- | ------------------------------------------------- | --------------------------- | ------------------------------------------------------------------------------ |
| Бартон      | 747_ Архивирано на веб-сајту (1. октобар 2007)   | 2.21           | 338                        | 1922                                              | 20. септембар 1928          | $425,000_ Архивирано на веб-сајту (7. септембар 2006)                          |
| Дејкин      | 2,716_ Архивирано на веб-сајту (1. октобар 2007) | 3.58           | 759                        | 1928                                              | 20. септембар 1928.         | $580,000_ Архивирано на веб-сајту (27. септембар 2007)                         |
| Форест      | 1,421_ Архивирано на веб-сајту (1. октобар 2007) | 1.57           | 905                        | 1926                                              | 20. септембар 1928          | $515,000_ Архивирано на веб-сајту (7. септембар 2006)                          |
| Fyshwick    | 97_ Архивирано на веб-сајту (1. октобар 2007)    | 9.76           | 10                         |                                                   | 20. септембар 1928          |                                                                                |
| Грајфит     | 4,257_ Архивирано на веб-сајту (1. октобар 2007) | 2.75           | 1,548                      | 1927                                              | 20. септембар 1928          | $400,000_ Архивирано на веб-сајту (7. септембар 2006)                          |
| Кингстон    | 2,145_ Архивирано на веб-сајту (1. октобар 2007) | 1.31           | 1,637                      | 1922                                              | 20. септембар 1928          | $380,000_ Архивирано на веб-сајту (30. септембар 2007)                         |
| Narrabundah | 5,688_ Архивирано на веб-сајту (1. октобар 2007) | 4.00           | 1,422                      | 1947                                              | 20. септембар 1928          | $395,000_ Архивирано на веб-сајту (16. септембар 2006)                         |
| Паркес      | 24_ Архивирано на веб-сајту (1. октобар 2007)    | 3.03           | 8                          |                                                   | 20. септембар 1928          |                                                                                |
| Pialligo    |                                                  |                |                            |                                                   | 20. септембар 1928          |                                                                                |
| Ред Хил     | 3,088_ Архивирано на веб-сајту (1. октобар 2007) | 4.87           | 634                        | 1928                                              | 20 September 1928           | $707,000_ Архивирано на веб-сајту (27. септембар 2007)                         |
| Symonston   | 672_ Архивирано на веб-сајту (1. октобар 2007)   | 9.90           | 68                         |                                                   | 20. септембар 1928          |                                                                                |
| Јаралумла   | 3,026_ Архивирано на веб-сајту (1. октобар 2007) | 8.81           | 343                        | 1922                                              | 20 September 1928           | $692,000_ Архивирано на веб-сајту (27. септембар 2007)                         |